# 村田透
村田 透（むらた とおる、1985年5月20日 - ）は、大阪府泉南郡熊取町出身のプロ野球選手（投手）。右投左打。チェコ・エクストラリーガのソコル・フボルカー所属。

## 経歴

### プロ入り前
小学4年の時に野球を始め、当初は外野手だったが投手に転向。大阪体育大学浪商高等学校時代は1年秋からエースとして秋季近畿大会でベスト8に進出、翌年の第74回選抜高等学校野球大会に出場して1勝を挙げた。
大阪体育大学進学後は肘・肩の痛みに悩まされたが、3年時の全日本大学野球選手権大会では5試合全てで抑え投手として起用され、18回2/3を投げて初優勝に貢献。自身も4勝0敗・防御率0.48の成績を挙げて大会MVPを受賞した。大学通算13勝10敗。
2007年2月に右足首の靭帯を切断・手術し、大半をリハビリに費やすことになったが、11月19日の大学生・社会人ドラフト会議で、大場翔太、篠田純平を抽選で外した読売ジャイアンツから1巡目で指名された。ドラフト1位指名を受けた大体大の選手は2013年時点で3人いるが、巨人からの指名は上原浩治（1998年）に続き2人目。11月26日に契約金8000万円、年俸1200万円（推定）で仮契約。背番号は36で、これには「半分の18（エースナンバー）を目指せ」という原辰徳の期待が込められていた。

### 巨人時代
2008年は一軍登板がなく、二軍でも9試合の登板で0勝2敗、防御率7.82、WHIP1.66の成績に終わった。
2009年には移籍してきたM.中村が36をつけることになり、背番号を46に変更。この年も一軍登板はなく、二軍では26試合の登板で2勝4敗、防御率3.98、WHIP1.69の成績を残した。
2010年も一軍登板は果たせず、二軍での登板も6試合に終わり、10月2日に戦力外通告を受けた。ドラフト1位入団ながら3年で戦力外となり、11月10日に開催された12球団合同トライアウトに参加。

### インディアンス時代

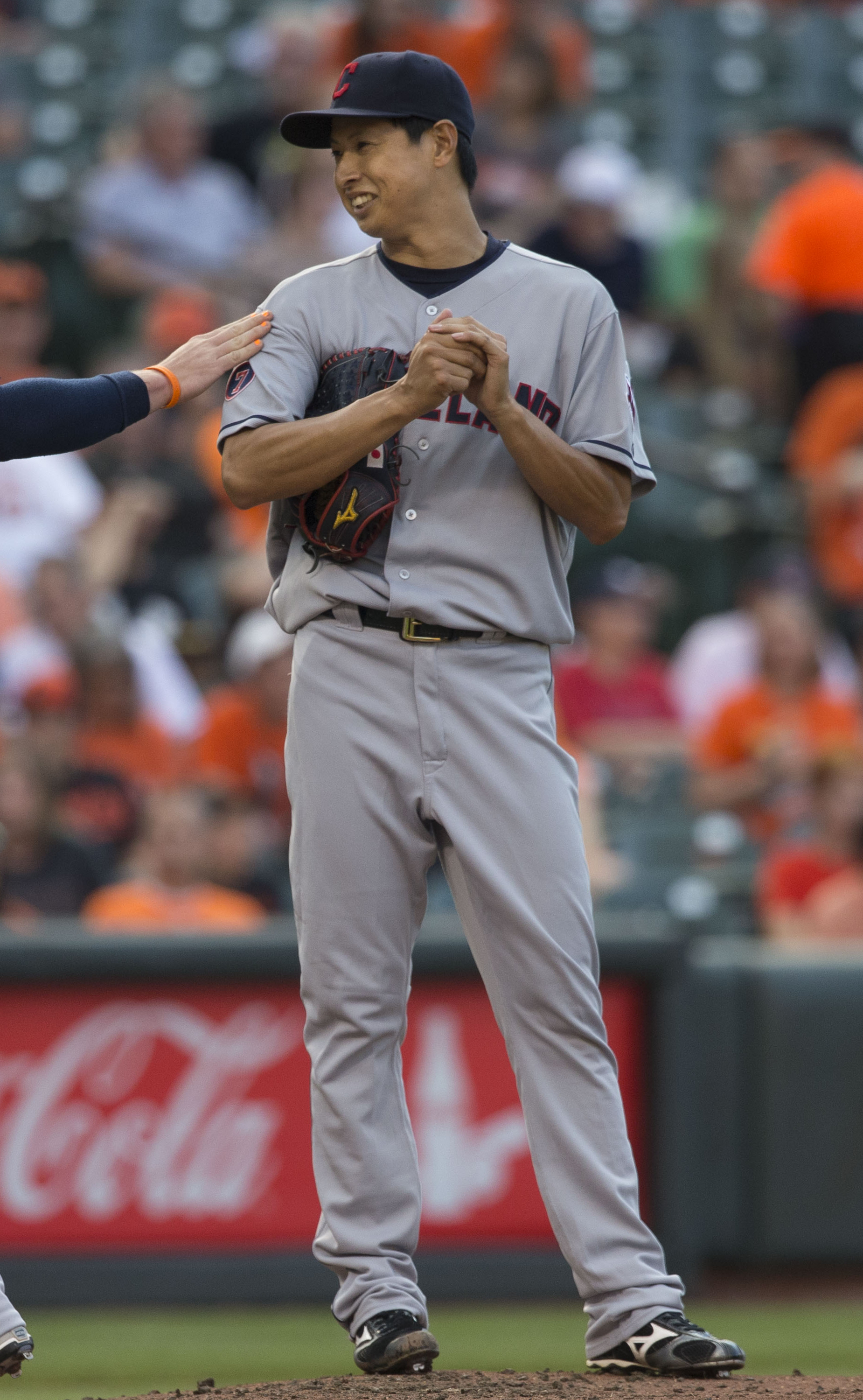
MLB・インディアンス時代
2015年6月28日

2010年12月18日に、トライアウトでの活躍がクリーブランド・インディアンスのスカウトの目に止まりマイナー契約を結んだ。
2011年はA+級キンストン・インディアンスで開幕を迎え、5先発を含む22試合に登板し、3勝2敗2セーブ、防御率2.36、WHIP0.93の成績を残し、チームのプレーオフ出場に貢献。オフはパナマのウィンターリーグに参加しロネロス・デ・チリキに所属。8試合の登板で防御率2.71、WHIP0.99の成績を残し、オールスターゲームにも選出された。
2012年はAA級アクロン・エアロズで開幕を迎え、4月20日にAAA級コロンバス・クリッパーズに昇格したが、24日にアドバンスドA級カロライナ・マドキャッツに降格。5月7日にアクロンに再昇格し、6月28日にコロンバスに再昇格するも、7月2日にアクロンに再降格。コロンバスでは2試合の登板で5失点を喫するも、アクロンでは8先発を含む23試合の登板で3勝1敗、防御率2.66、WHIP1.18の成績を残しチームの地区優勝に貢献。ポストシーズンでは2試合に先発し、12回1/3を投げて2失点の好投でチームのチャンピオンシップシリーズ制覇に貢献。オフはベネズエラのウィンターリーグに参加するが、5試合の登板で防御率6.06、WHIP1.84の成績を喫する。
2013年、AA級アクロンで開幕を迎える。4月29日にAAA級コロンバスに昇格するが、4試合に先発し0勝2敗、防御率6.10、WHIP1.74を喫し、5月17日にアクロンに降格。6月16日にコロンバスに再昇格するが、1試合に先発した後再降格。アクロンでは23試合の先発で6勝6敗、防御率4.19、WHIP1.25の成績を残す。オフは前年に続きベネズエラのウィンターリーグに参加。
2014年もAA級アクロンで開幕を迎えたが4月9日にAAA級コロンバスに昇格し、25日にAA級に降格。5月31日にAAA級に再昇格し、6月1日にAA級に再降格。7月3日にAAA級に再昇格し、24日のAAA級ルイビル・バッツ戦でAAA級での初勝利を挙げるが翌日AA級に再降格。8月3日にAAA級へ再昇格するがその後も9日まで昇降格を繰り返しAAA級でシーズンを終え、チームはプレーオフに進出。コロンバスでは12先発を含む14試合の登板で5勝3敗、防御率5.38、WHIP1.38の成績を残す。オフはベネズエラのウィンターリーグに参加した。チームはリーグ優勝を果たしカリビアンシリーズ出場を決めたが、出場せずに帰国した。
2015年、AAA級コロンバスで開幕を迎え、6月22日までに13先発を含む14試合の登板で5勝3敗、防御率2.79、WHIP1.22の成績を残す。6月23日にスコット・アッチソンのDFAにより40人枠に1人空きができたこと、および6月27日にインディアンスとボルチモア・オリオールズの試合が雨で中止となり翌28日がダブルヘッダーとなったため、ダブルヘッダーに伴い25人ロースターから登録人数が1人増える特例によりメジャー契約となり、40人枠に入った当日にオリオールズとのダブルヘッダー第2試合で先発登板したが、3回1/3を投げ被安打4、失点5（自責点3）で敗戦投手となった。翌29日にマイナー・オプションを行使されAAA級に降格し、7月31日に40人枠から外れた。AAA級では26先発を含む27試合の登板で15勝4敗、防御率2.90、WHIP1.17の成績を残し、インターナショナルリーグの最多勝に輝いた。オフの12月9日に翌年もインディアンスと契約することをブログで公表した。
2016年、AAA級では10先発を含む33試合の登板で9勝4敗4セーブ、防御率3.78の成績だったが、メジャー再昇格はかなわなかった。11月18日に自由契約となった。

### 日本ハム時代
2016年11月18日に北海道日本ハムファイターズとの契約合意が発表された。
2017年4月2日の対埼玉西武ライオンズ戦の5回表一死一・三塁の場面で救援登板しNPB一軍初登板を果たしたが、その初球がボークと判定されたために、三塁走者の得点を許してしまった。6月11日、古巣の読売ジャイアンツ戦で5回6安打1失点で一軍初勝利を果たした。MLBからプロ野球に復帰して一軍初勝利を挙げたのは、村上雅則以来51年ぶりの出来事である。
2018年は、先発ローテーションの谷間で登板し、防御率3点台、6勝を挙げ、右肩上がりの成績でシーズンを終えた。
2019年、右肘痛や腰痛で出遅れたこともあり、7月3日に一軍に昇格する。先発登板は4試合にとどまり、未勝利に終わった。
2020年は先発登板1試合を含む21試合に登板。9月10日のロッテ戦では2年ぶりの勝利投手となった。5ホールド、6HPを挙げるなどしたが、12月2日に自由契約公示され、退団が発表された。しかし、状況は一転し、12月30日に推定年俸1600万で再契約が発表された。
2021年、8試合に登板し、防御率9.31を記録。11月2日に退団が発表された。

### 日本ハム退団後
2021年12月8日開催の12球団合同トライアウトに参加し、被安打2、奪三振1を記録。年が明けてもオファーは届かなかったが、海外でのプレーを含めて現役続行を目指し、地元大阪に戻って自主トレーニングに励んでいた。自主トレーニングの様子はYouTubeチャンネル「トクサンTV」でも取り上げられた。
2022年10月20日、オーストラリアン・ベースボールリーグ（ABL）のオークランド・トゥアタラと契約を結んだことが発表された。
2023年6月、ドイツの野球リーグであるブンデスリーガのボン・キャピタルズに入団した。
2023年-2024年シーズンは、ABLのアデレード・ジャイアンツでプレーした。
2024年3月、チェコ・エクストラリーガのフロシ・ブルノと契約を結んだことが発表された。
2025年はチェコ・エクストラリーガのソコル・フボルカーと契約を結んだ。

## 選手としての特徴・人物
最速93mph（約150km/h）の速球を投じる。渡米後は打者の手元で動くムービングボールを武器としている。変化球はスライダー、カットボール、ツーシーム、フォークなど多彩に操る。
2010年に北海道日本ハムファイターズからメジャー挑戦を表明し、FA権を行使して渡米した建山義紀はアメリカでの自主トレーニングのパートナーであり、後に村田は、建山の古巣である日本ハムに入団した。

## 詳細情報

### 年度別投手成績
| 年 度    | 球 団    | 登 板 | 先 発 | 完 投 | 完 封 | 無 四 球 | 勝 利 | 敗 戦 | セ 丨 ブ | ホ 丨 ル ド | 勝 率 | 打 者 | 投 球 回 | 被 安 打 | 被 本 塁 打 | 与 四 球 | 敬 遠 | 与 死 球 | 奪 三 振 | 暴 投 | ボ 丨 ク | 失 点 | 自 責 点 | 防 御 率 | W H I P |
| -------- | -------- | ----- | ----- | ----- | ----- | -------- | ----- | ----- | -------- | ----------- | ----- | ----- | -------- | -------- | ----------- | -------- | ----- | -------- | -------- | ----- | -------- | ----- | -------- | -------- | ------- |
| 2015     | CLE      | 1     | 1     | 0     | 0     | 0        | 0     | 1     | 0        | 0           | .000  | 16    | 3.1      | 4        | 2           | 1        | 0     | 0        | 2        | 0     | 0        | 5     | 3        | 8.10     | 1.50    |
| 2017     | 日本ハム | 15    | 8     | 0     | 0     | 0        | 1     | 2     | 0        | 0           | .333  | 225   | 52.0     | 43       | 4           | 27       | 0     | 4        | 39       | 3     | 2        | 18    | 16       | 2.77     | 1.35    |
| 2018     | 日本ハム | 18    | 14    | 0     | 0     | 0        | 6     | 3     | 0        | 0           | .667  | 319   | 77.0     | 70       | 5           | 18       | 0     | 5        | 45       | 1     | 0        | 32    | 28       | 3.27     | 1.14    |
| 2019     | 日本ハム | 13    | 4     | 0     | 0     | 0        | 0     | 2     | 0        | 2           | .000  | 138   | 34.0     | 32       | 4           | 5        | 0     | 2        | 23       | 0     | 0        | 15    | 12       | 3.18     | 1.09    |
| 2020     | 日本ハム | 21    | 1     | 0     | 0     | 0        | 1     | 1     | 0        | 5           | .500  | 161   | 38.0     | 38       | 3           | 12       | 0     | 3        | 23       | 0     | 0        | 16    | 15       | 3.55     | 1.32    |
| 2021     | 日本ハム | 8     | 0     | 0     | 0     | 0        | 0     | 0     | 0        | 0           | ----  | 53    | 9.2      | 18       | 1           | 9        | 0     | 0        | 5        | 1     | 0        | 10    | 10       | 9.31     | 2.79    |
| MLB：1年 | MLB：1年 | 1     | 1     | 0     | 0     | 0        | 0     | 1     | 0        | 0           | .000  | 16    | 3.1      | 4        | 2           | 1        | 0     | 0        | 2        | 0     | 0        | 5     | 3        | 8.10     | 1.50    |
| NPB：5年 | NPB：5年 | 75    | 27    | 0     | 0     | 0        | 8     | 8     | 0        | 7           | .500  | 896   | 210.2    | 201      | 17          | 71       | 0     | 14       | 135      | 5     | 2        | 91    | 81       | 3.46     | 1.29    |

- 2023年度シーズン終了時

### 年度別守備成績
| 年 度 | 球 団    | 投手  | 投手  | 投手  | 投手  | 投手  | 投手     |
| 年 度 | 球 団    | 試 合 | 刺 殺 | 補 殺 | 失 策 | 併 殺 | 守 備 率 |
| ----- | -------- | ----- | ----- | ----- | ----- | ----- | -------- |
| 2015  | CLE      | 1     | 0     | 1     | 0     | 0     | 1.000    |
| 2017  | 日本ハム | 15    | 2     | 4     | 1     | 0     | .857     |
| 2018  | 日本ハム | 18    | 7     | 14    | 0     | 4     | 1.000    |
| 2019  | 日本ハム | 13    | 2     | 9     | 0     | 1     | 1.000    |
| 2020  | 日本ハム | 21    | 2     | 8     | 0     | 1     | 1.000    |
| 2021  | 日本ハム | 8     | 0     | 1     | 0     | 0     | 1.000    |
| MLB   | MLB      | 1     | 0     | 1     | 0     | 0     | 1.000    |
| NPB   | NPB      | 75    | 13    | 36    | 1     | 6     | .980     |

- 2023年度シーズン終了時

### 記録

#### MLB
初記録
- 初登板・初先発登板：2015年6月28日、対ボルチモア・オリオールズ6回戦（オリオール・パーク・アット・カムデン・ヤーズ）、3回1/3を失点5（自責点3）で敗戦投手
- 初奪三振：同上、3回裏にマニー・マチャドから見逃し三振

#### NPB
初記録
投手記録
- 初登板：2017年4月2日、対埼玉西武ライオンズ3回戦（札幌ドーム）、5回表に2番手で救援登板、1回2/3を無失点
- 初奪三振：同上、5回表に木村文紀から空振り三振
- 初先発登板：2017年4月13日、対福岡ソフトバンクホークス3回戦（札幌ドーム）、4回1失点で勝敗つかず
- 初勝利・先発初勝利：2017年6月11日、対読売ジャイアンツ3回戦（札幌ドーム）、5回1失点
- 初ホールド：2019年7月31日、対東北楽天ゴールデンイーグルス17回戦（札幌ドーム）、4回表に3番手で救援登板、3回無失点

打撃記録
- 初打席：2017年6月4日、対阪神タイガース3回戦（阪神甲子園球場）、3回表に小野泰己から見逃し三振
- 初安打：2018年6月9日、対横浜DeNAベイスターズ2回戦（横浜スタジアム）、5回表に濵口遥大から左前安打

### ウィンターリーグでの投手成績
| 年 度     | 球 団          | 登 板 | 先 発 | 完 投 | 完 封 | 無 四 球 | 勝 利 | 敗 戦 | セ 丨 ブ | ホ 丨 ル ド | 勝 率 | 打 者 | 投 球 回 | 被 安 打 | 被 本 塁 打 | 与 四 球 | 敬 遠 | 与 死 球 | 奪 三 振 | 暴 投 | ボ 丨 ク | 失 点 | 自 責 点 | 防 御 率 | W H I P |
| --------- | -------------- | ----- | ----- | ----- | ----- | -------- | ----- | ----- | -------- | ----------- | ----- | ----- | -------- | -------- | ----------- | -------- | ----- | -------- | -------- | ----- | -------- | ----- | -------- | -------- | ------- |
| 2012-2013 | マガリャーネス | 5     | 4     | 0     | 0     | 0        | 0     | 0     | 0        | --          | ----  | 80    | 16.1     | 26       | 3           | 4        | 0     | 1        | 9        | 0     | 0        | 13    | 11       | 6.06     | 1.84    |
| 2013-2014 | カリベス       | 5     | 5     | 0     | 0     | 0        | 0     | 0     | 0        | --          | ----  | 93    | 22.2     | 24       | 1           | 3        | 0     | 0        | 15       | 3     | 0        | 7     | 6        | 2.38     | 1.19    |
| 2014-2015 | カリベス       | 5     | 5     | 0     | 0     | 0        | 0     | 3     | 0        | --          | .000  | 95    | 22.2     | 21       | 1           | 8        | 1     | 0        | 18       | 2     | 0        | 10    | 9        | 3.57     | 1.28    |
| 2016-2017 | マガリャーネス | 5     | 4     | 0     | 0     | 0        | 1     | 0     | 0        | --          | 1.000 | 67    | 14.0     | 17       | 1           | 6        | 0     | 3        | 12       | 2     | 1        | 10    | 10       | 6.43     | 1.64    |
| 通算：4年 | 通算：4年      | 20    | 18    | 0     | 0     | 0        | 1     | 3     | 0        | --          | .250  | 335   | 75.2     | 88       | 6           | 21       | 1     | 4        | 54       | 7     | 1        | 40    | 36       | 4.28     | 1.44    |

### 背番号
- 36（2008年）
- 46（2009年 - 2010年）
- 61（2015年）
- 31（2017年 - 2021年）
- 18（2023年）
- 20（2024年）